# Pałac (film)
Pałac – polski film psychologiczny z 1980 roku w reżyserii Tadeusza Junaka. Adaptacja prozy Wiesława Myśliwskiego o tym samym tytule.

## Opis fabuły
II wojna światowa. Do wioski zbliża się front. Dworski pasterz Jakub obserwuje ucieczkę dziedzica oraz jego służby. Wchodzi do opuszczonego przez nich pałacu i wyobraża sobie, że to on sam jest dziedzicem. Wkrótce w jego umyśle zaciera się różnica między światem realnym a wyobraźnią.

## Obsada
- Janusz Michałowski (Jakub),
- Bożena Adamek (dziewucha),
- Halina Gryglaszewska (matka Jakuba),
- Elżbieta Karkoszka (gruźliczka),
- Danuta Kisiel (jaśnie pani),
- Stanisław Frąckowiak (jaśnie pan i lokaj Jan),
- Adam Fornal (hrabia),
- Eugeniusz Kujawski (kuzyn),
- Erwin Nowiaszek (malarz),
- Zdzisław Kozień (ksiądz),
- Roman Stankiewicz (ojciec Jakuba),
- Wiktor Sadecki (biskup),
- Dorota Fellman (panna młoda),
- Ireneusz Karamon (chłop z obrazem),
- Michał Leśniak (karczmarz),
- Mikołaj Müller (baron),
- Zbigniew Papis (hrabia),
- Stefan Szmidt (książę),
- Wiesław Wójcik (człeczyna),
- Edward Wnuk (pan młody),
- Stanisław Wieszczycki (sędzia)
- Magda Umer (dama z pieskiem)

## Nagrody
- 1980 - Tadeusz Junak Koszalin (KSF "Młodzi i Film")-nagroda za debiut reżyserski
- 1980 - Ryszard Lenczewski Gdynia (do 1986 Gdańsk) (Festiwal Polskich Filmów Fabularnych)-nagroda za zdjęcia
- 1980 - Jan Czerwiński Gdynia (do 1986 Gdańsk) (Festiwal Polskich Filmów Fabularnych)-nagroda za dźwięk
- 1980 - Jerzy Blaszyński Gdynia (do 1986 Gdańsk) (Festiwal Polskich Filmów Fabularnych)-nagroda za dźwięk
- 1980 - Janina Niedźwiecka Gdynia (do 1986 Gdańsk) (Festiwal Polskich Filmów Fabularnych)-nagroda za montaż
- 1981 - Tadeusz Junak Złota Kamera (przyznawana przez pismo "Film") w kategorii: debiut reżyserski w filmie fabularnym; za rok 1980; nazwa nagrody: Nagroda "Filmu"